# Исаи, Хекуран
Хекуран Иса́и (алб. Hekuran Isai; 7 мая 1933, Пекин (Албания) — 26 марта 2008, Тирана) — албанский коммунистический политик и государственный деятель, член Политбюро ЦК АПТ, в 1982—1989 и 1990—1991 — министр внутренних дел и вице-премьер НСРА. Проводил жёсткую ходжаистскую политику. После падения коммунистического режима был приговорён к тюремному заключению. Освобождён по амнистии после массовых беспорядков 1997.

## Нефтяник и депутат
Родился в семье албанских мусульман. Работал на нефтеочистительном заводе в Церрике. В 1957 вступил в правящую компартию АПТ. Был направлен на учёбу в СССР (учился на нефтехимика в Грозном). Вернувшись в Албанию в 1960, работал инженером-нефтяником.
Хекуран Исаи придерживался ортодоксально-коммунистических взглядов, был активным сторонником сталинистского режима Энвера Ходжи. В 1962 он был избран депутатом Народного собрания, с 1966 — кандидат в члены ЦК АПТ. В 1967 окончил Высшую партийную школу ЦК АПТ и перешёл с производства в партийный аппарат.

## Партийный функционер
В 1967—1975 Хекуран Исаи был секретарём окружных организаций АПТ в Эльбасане, Либражди, Дибре. С ноября 1971 — член ЦК АПТ. С сентября 1975 состоял в Политбюро ЦК АПТ, курировал промышленность и торговлю. Возглавлял албанскую делегацию на переговорах в Китае о заключении торгового соглашения.
Считается, что приход Исаи в высший эшелон партийно-государственной власти был связан с репрессивной кампанией середины 1970-х. В 1974—1975 были арестованы и казнены министр обороны Бекир Балуку, его заместитель Петрит Думе, министр экономики Абдюль Келези, министр промышленности Кочо Теодоси. Это создало кадровый вакуум в руководстве, в том числе хозяйственном. На этом фоне зачистки ветеранов укрепляли позиции представители более молодой номенклатурной генерации — Хекуран Исаи, Ламби Гегприфти, Ленка Чуко, Мухо Аслани, Пали Миска, Кирьяко Михали. Возвышение этой группы наблюдатели связывали с очередным зигзагом в политике Энвера Ходжи — разрывом с КНР (Балуку и Келези были сторонниками албано-китайского союза).

## Глава МВД

### При Ходже
15 января 1982 Хекуран Исаи был назначен министром внутренних дел в кабинете Адиля Чарчани. Месяцем ранее в результате жёсткого конфликта в партийном руководстве погиб премьер-министр Мехмет Шеху. Первый секретарь ЦК АПТ Энвер Ходжа взял курс на дальнейшее ужесточение режима и уплотнение самоизоляции. Возглавленные Исаи МВД и политическая полиция Сигурими являлись главными орудиями репрессий.
На первый год министерства Хекурана Исаи пришлась акция Группы Шевдета Мустафы (проникновение в Албанию эмигрантов-антикоммунистов с целью убийства Ходжи), расстрел Кадри Хазбиу, Фечора Шеху, Ламби Печини, сопутствующие репрессии. Исаи лично контролировал ход процесса над Хазбиу и жёсткость условий тюремного содержания. Он руководил чисткой партгосаппарта и прежде всего армии от «упорствующих сторонников Мехмета Шеху».
В дальнейшем Исаи уделял особое внимание слежке за представителями албанской элиты (особенно находившимися в опале). Так, органы МВД вели специальное расследование обстоятельств личной жизни Скендера Шеху, сына Мехмета Шеху. Близость Шеху-младшего со спортсменкой Сильвой Турдиу (девушка из «политически неблагонадёжной семьи») министр связывал с «враждебной линией» покойного Шеху-старшего, которому Исаи приписывал связь с «агентом ЦРУ». Именно этого ждал от МВД сам Энвер Ходжа, перед которым Хекуран Исаи отчитывался напрямую.
Министр Исаи прикладывал большие усилия к тому, чтобы, удерживая ситуацию под контролем, избегать широкой огласки происходящего. На министерском посту он активно развивал систему подготовки (прежде всего спортивной) кадров полиции и госбезопасности, пытался создавать положительный имидж албанского силовика.
Хекуран Исаи пользовался демонстративным благоволением Энвера Ходжи. Со своей стороны, он постоянно подчёркивал своё преклонение перед главой АПТ. Но при этом Исаи ориентировался также на секретаря ЦК Рамиза Алию, который к тому времени являлся очевидным преемником.

### При Алии
После смерти Энвера Ходжи в апреле 1985 пост первого секретаря ЦК АПТ занял Рамиз Алия. Административно-политические позиции Хекурана Исаи, близкого к новому лидеру, значительно усилились. Со своей стороны, Исаи подчёркивал свою преданность Алии, ссылался на его указания даже в таких вопросах, как правила перевозки арестованных.
При этом Исаи отстаивал «закрытый характер» органов госбезопасности. На этой почве конфликтовал с членом Политбюро Ритой Марко, который стремился уплотнить партийный контроль над МВД и Сигурими. На одном из заседаний Политбюро в январе 1989 Марко даже поставил вопрос о хулиганской выходке сына Исаи (перебившего окна и лампы и избившего преподавателя на экономическом факультете Тиранского университета).
9 августа 1988 министр Исаи направил в Кукес директиву о приведении в исполнение смертного приговора поэту-диссиденту Хавзи Неле. На следующий день Нела был казнён через повешение (последняя казнь в Албании).
Вторая половина 1980-х годов проходила в Албании под знаком усиливающейся социально-политической напряжённости. И в обществе, и в номенклатуре АПТ нарастало ощущение близости бунта. В апреле 1987 министр Исаи издал приказ по МВД. Ссылаясь на «учение товарища Энвера Ходжи» и «инструкции товарища Рамиза Алии», он ставил задачу конкретной подготовки к силовому подавлению «буржуазных и антисоциалистических групп, к которым в ситуации мятежа примкнут криминальные элементы».

### Уход на повышение
2 февраля 1989 Хекуран Исаи передал пост министра внутренних дел Симону Стефани. Сам он занял пост секретаря ЦК — куратора МВД.

## В МВД во время восстания
С января 1990 в Албании начались протесты против режима АПТ. Первоначально была сделана ставка на силовое подавление, но она не оправдала себя — выступления ширились, обретали всё большую массовость и жёсткость. Рамиз Алия отстранил Симона Стефани, олицетворявшего жёсткий курс, и 8 июля 1990 вновь назначил Хекурана Исаи министром внутренних дел. Однако ситуация продолжала обостряться.
На Хекурана Исаи была возложена ответственность за кровопролитие в Кавае 12 июля 1990 — в столкновении протестующих с полицией и Сигурими был убит молодой демонстрант Иосиф Буда. После этого протесты охватили весь город и окрестности. Демонстранты скандировали: Энвер — Гитлер! Хекуран — Слободан! (сравнение с президентом Сербии Слободаном Милошевичем в силу исторических причин звучало крайне оскорбительно).
22 сентября 1990 года Хекуран Исаи имел конфиденциальную встречу с Рамизом Алией. Министр высказывался в «раннеперестроечном» духе о «повышении роли общественных организаций», «сосредоточении партии на политическом руководстве, а партийных организаций — на конкретных вопросах», «более эффективном решении социальных проблем» и т. д. При этом Исаи в очередной раз благодарил Алию за мудрое руководство и отчитывался о новых инструкциях МВД по «предотвращению преступных проявлений». Но через два-три месяца протесты обрели такой масштаб, что 15 декабря 1990 года Хекуран Исаи отдал распоряжение уничтожать ведомственную документацию МВД и Сигурими. Это считается главным действием Исаи на министерском посту.

## Отставка
Решающие события произошли 20 февраля 1991: демонстранты на площади Скандербега в Тиране прорвали оцепление полиции и партактива и сбросили памятник Ходже. Скорое падение коммунизма в Албании стало совершенно очевидным. На следующий день Хекуран Исаи ушёл в отставку с поста министра внутренних дел. В июне 1991 года он вышел из состава Политбюро и оставил политическую деятельность.
Впоследствии Исаи рассказывал, что Алия требовал от него применения вооружённой силы против демонстрантов, но он отказался, не желая кровопролития. Алия решительно опровергал эти утверждения.

## Осуждение и амнистия
В 1994 Хекуран Исаи, вместе с группой высших партийно-государственных руководителей во главе с Алией, был привлечён к судебной ответственности, обвинён в злоупотреблении властью и приговорён к 5 годам заключения. Условия тюремного содержания были жёсткими, даже элементарная медицинская помощь оказывалась не всегда.
В 1996 было возбуждено новое уголовное дело — по факту преступлений против человечности. Однако после политического кризиса и массовых беспорядков 1997 Исаи был освобождён по амнистии.
Последние годы Хекуран Исаи прожил сугубо частной жизнью. Скончался незадолго до своего 75-летия.